# Diazomethan
Diazomethan patří k univerzálním a nepostradatelným činidlům organické chemie. Nejčastěji se používá k methylačním reakcím (např. esterifikace), v cykloadicích, k prodloužení uhlíkového řetězce či rozšíření kruhu cyklické sloučeniny. Hlavní výhodou tohoto methylačního činidla je jeho použití v neutrálním prostředí za nízké či laboratorní teploty, bez vzniku vedlejších produktů.